# Mayumi Tanaka
Pour les articles homonymes, voir Tanaka.
Mayumi Tanaka (田中 真弓, Tanaka Mayumi), de son vrai nom Mayumi Abe (阿部 真弓, Abe Mayumi), est une seiyū, née le 15 janvier 1955 à Tokyo au Japon.

## Biographie
Mayumi est surtout connue pour son doublage de Monkey D. Luffy en voix japonaise, le héros principal du manga phénomène One Piece ainsi que celui de Krilin dans la saga Dragon Ball /Z /Z KAI / SUPER / GT.

## Rôles
- Krilin dans Dragon Ball, Dragon Ball Z, Dragon Ball GT, Dragon Ball Z Kai, Dragon Ball Super
- Yajirobé dans Dragon Ball, Dragon Ball Z, Dragon Ball Super
- Gariben dans Doraemon
- Naoto, Takashi et Remo mm dans Astro Boy
- Ryota dans Dr.Slump
- Nono dans Ulysse 31
- Ryunosuke Fujinami dans Urusei Yatsura
- Monkey D. Luffy et Oz dans One Piece
- Hanpeita dans Gu-Gu Ganmo
- Kanna Kirishima dans la série Sakura Taisen
- Pazuu dans Le Château dans le ciel
- Kirimaru dans Nintama Rantaro
- Al dans Aria
- Daiya Tuwabuki dans Gaiking Legend of Daiku-Maryu
- Fujinami dans Lamu : Un Rêve sans fin
- Giovanni dans Train de nuit dans la Voie lactée
- Yukimura Tokiko dans  Kekkaishi
- Enma/Koenma dans  Yū Yū Hakusho
- Ira dans Dokidoki! PreCure
- Sunakake Baba dans GeGeGe no Kitaro
- Heinrich dans Nobara No Julie
- Willibit dans The Littl' Bits
- Turbo-Grand-mère dans Dandadan

## Narratrice
- Quiz! Hexagon II